# Andrea Moda
Andrea Moda – włoska firma odzieżowa z siedzibą w Morrovalle, założona w 1985 roku przez Andreę Sassettiego. Na początku lat 90. firma była zaangażowana w sporty motorowe, w 1992 roku wystawiając w Formule 1 własny zespół pod nazwą Andrea Moda Formula, a w 1993 roku sponsorując startujący w IndyCar zespół Euro Motorsport.